# Родригес (острів)
Острів Родригес (фр. Île Rodrigues [il ʁɔdʁiɡ]; маврик. креол. Rodrig) — найсхідніший із островів в архіпелазі Маскаренських островів, що в Індійському океані. Острів належить Республіці Маврикій. Розташований за 560 км на схід від головного острова країни, оточений кораловими рифами.

## Рельєф
Острів простягнувся із заходу на схід майже на 18 км, з півночі на південь приблизно на 8,5 км. Острів являє собою базальтову брилу, застиглий шматок лави що підноситься над океаном. Більшу частину Родригеса займає плато, порізане глибокими лощинами і ярами, невисокими горами. На сході і півдні плато різко обривається. Лише вузька піщана смужка узбережжя відділяє його скелясті стіни від хвиль океану. На заході і північному заході схили плато урвисті, між схилами і океаном тут лежить ширша, ніж на сході й півдні, низовина. Незважаючи на складний гористий рельєф острова, перепад висот на ньому невеликий. Найбільші вершини: Лимон (396 м), Малартік (393 м), Любен (381 м), Катр-Вант (381 м).

## Адміністративний поділ

Топографічна мапа з адміністративним поділом (14 зон)

Родригес поділяється на 14 муніципалітетів, або зон:
| Zone Nr. | Муніципалітет              | Населення Перепис населення 2000 р. |
| -------- | -------------------------- | ----------------------------------- |
| Зона 5   | Порт-Матюрен               | 5 929                               |
| Зона 8   | Латаньє-Мон Любін          | 3 806                               |
| Зона 9   | Петі Габріель              | 3 658                               |
| Зона 12  | Рівьє Кокос                | 2 893                               |
| Зона 10  | Манг-Кватре Вентс          | 2 870                               |
| Зона 11  | Плейн Кораль-Ла Фуш Кораль | 2 832                               |
| Зона 13  | Порт Сюд-Ест               | 2 717                               |
| Зона 4   | Ойстер Бей                 | 2 594                               |
| Зона 7   | Роше Бон Дью-Трефле        | 2 059                               |
| Зона 14  | Коромандель-Грав'єрс       | 1 944                               |
| Зона 1   | Пімент-Байє Топаз          | 1 445                               |
| Зона 2   | Ла Фермі                   | 1 112                               |
| Зона 3   | Байє Мальшаш               | 1 076                               |
| Зона 6   | Гранд Байє-Монтань Гоявз   | 844                                 |
|          | Родригес                   | 35 779                              |

Для статистичних цілей зони поділяють на 182 підзони (локалі), у кожній зоні від 6 (Ла-Фермі) до 22 (столиця Порт-Матюрен) локалей.

## Історія
На арабських картах IX сторіччя острів нанесений під назвою Діна Моразе. У 1528 році для європейців острів відкрив португальський мореплавець Діогу Родрігіш. У 1691–1693 роках островом володіли голландці, до 1810 року — французи, пізніше — англійці. У 1968 році переданий до складу проголошеної незалежної держави — Республіка Маврикій. У 2003 році острів Родригес отримав права автономії, має власну раду та представлений у парламенті Маврикію.

## Населення
Місцеве населення складається майже виключно з креолів (98 %) — нащадків рабів африканського та малагасійського походження. Також на острові мешкають невеликі групи індійців, китайців та французів. Із 1970-х років населення подвоїлось.
На острові панує креольська мова на базі французької, що теж вельми поширена у вжитку. Переважна кількість віруючих — католики.

## Економіка
Основа економіки острова — ремісництво, сільське господарство, рибальство і туризм.